# T. F. Green Airport

i7
i11
i13
Der T. F. Green Airport ist der Flughafen von Providence, der Hauptstadt des US-Bundesstaats Rhode Island. Er befindet sich auf der Gemarkung der Stadt Warwick und ist nach dem früheren Gouverneur Theodore F. Green benannt.

## Geschichte
Der Flughafen wurde im Juli 1931 als Hillsgrove State Airport eröffnet. Von Anfang an befindet er sich im Eigentum des Staats Rhode Island, er war damit der erste durch einen Bundesstaat betriebene Flughafen in den USA. Im Januar 1933 wird ein erstes Empfangs- und Verwaltungsgebäude eingeweiht.
Die ersten Start- und Landebahnen auf dem ursprünglich 158 Acre großen Gelände wurden nur planiert. 1935 wird eine 3.000 ft (914 m) lange Landebahn aus Zement errichtet, gleichzeitig erhält der Flughafen eine Befeuerung für Nachtflüge und eine Funkstation. Am 27. Dezember 1938 ordnet Gouverneur Robert E. Quinn an, dass der Flughafen zu Ehren seines Vorgängers Theodore F. Green seinen heutigen Namen erhält.
Nach dem Eintritt der Vereinigten Staaten in den Zweiten Weltkrieg übernehmen am 1. April 1942 die United States Army Air Forces die Kontrolle über den Flughafen. Bis zum 26. September 1945 nutzen die Army Air Forces die Hillsgrove Army Air Base als Basis für Kampf- und Trainingseinheiten.
Ein neues Empfangsgebäude wird 1961 eingeweiht, um auch für den zunehmenden Verkehr mit Strahlflugzeugen geeignet zu sein werden die Start- und Landebahnen 1966 verlängert. Das heutige, nach dem Gouverneur Bruce Sundlun benannte Empfangsgebäude stammt aus dem Jahr 1996. 2005 wurde die Rekord-Passagierzahl von 5,7 Millionen erreicht.

## Fluggesellschaften und Ziele
Der T. F. Green Airport wird von zehn Fluggesellschaften genutzt. Nach Passagierzahlen größter Anbieter ist die Fluggesellschaft Southwest Airlines. Am T. F. Green Airport bestehen Linienflugverbindungen zu 21 Zielen innerhalb der Vereinigten Staaten. 2015–2016 führte die Fluggesellschaft Condor in der Sommersaison von Juni bis September zweimal wöchentlich jeweils montags und donnerstags Direktflüge nach Frankfurt am Main durch. Die Verbindung wurde mit einer Boeing 767-300 geflogen.

## Verkehrszahlen
| Jahr | Fluggastaufkommen | Luftfracht (Tonnen) (mit Luftpost) | Flugbewegungen (mit Militär) |
| ---- | ----------------- | ---------------------------------- | ---------------------------- |
| 2019 | 3.989.925         | 12.633                             | 69.761                       |
| 2018 | 4.298.345         | 26.857                             | 70.948                       |
| 2017 | 3.937.947         | 19.747                             | 72.595                       |
| 2016 | 3.653.029         | 12.573                             | 70.088                       |
| 2015 | 3.566.105         | 12.265                             | 65.061                       |
| 2014 | 3.566.769         | 12.399                             | 74.280                       |
| 2013 | 3.803.586         | 11.925                             | 74.193                       |
| 2012 | 3.650.737         | 10.979                             | 76.491                       |
| 2011 | 3.883.548         | 10.368                             | 80.597                       |
| 2010 | 3.936.423         | 9.915                              | 81.571                       |
| 2009 | 4.328.741         | 9.533                              | 83.016                       |
| 2008 | 4.692.974         | 13.810                             | 92.045                       |
| 2007 | 5.019.342         | 20.042                             | 100.693                      |
| 2006 | 5.203.396         | 20.742                             | -                            |
| 2005 | 5.730.557         | -                                  | -                            |
| 2004 | 5.509.186         | -                                  | -                            |
| 2003 | 5.176.271         | -                                  | -                            |
| 2002 | 5.393.574         | -                                  | -                            |

### Verkehrsreichste Strecken
| Rang | Stadt                                 | Passagiere | Fluggesellschaft             |
| ---- | ------------------------------------- | ---------- | ---------------------------- |
| 01   | Orlando, Florida                      | 277.490    | Frontier, JetBlue, Southwest |
| 02   | Baltimore, Maryland                   | 240.160    | Southwest                    |
| 03   | Charlotte, North Carolina             | 218.150    | American                     |
| 04   | Washington–National, Washington, D.C. | 187.240    | American                     |
| 05   | Philadelphia, Pennsylvania            | 139.300    | American Airlines            |
| 06   | Atlanta, Georgia                      | 132.950    | Delta                        |
| 07   | Chicago–Midway, Illinois              | 108.450    | Southwest                    |
| 08   | Fort Lauderdale, Florida              | 104.480    | JetBlue, Southwest           |
| 09   | Chicago–O’Hare, Illinois              | 95.610     | American, United             |
| 10   | Detroit, Michigan                     | 91.800     | Delta                        |